# (15820) 1994 TB
1994 تي بي (ويعرف أيضًا باسم (15820) 1994 تي بي وفق تسمية الكوكب الصغير) (بالإنجليزية: 1994 TB)‏ هو كويكب ضمن حزام الكويكبات؛ وترتيبه 15820 من حيث الاكتشاف.
اكتُشف هذا الجُرم الفلكي بواسطة ديفيد جويت في 2 أكتوبر 1994.

## وصلات خارجية
- (15820) 1994 TB في قاعدة بيانات مختبر الدفع النفاث لأجرام النظام الشمسي الصغيرة

- الاكتشاف · مخطط المدار ·  العناصر المدارية · المعلمات المادية

- (15820) 1994 TB على موقع ويكي سكاي: DSS2, SDSS, GALEX, IRAS, Hydrogen α, X-Ray, Astrophoto, Sky Map, Articles and images